# Bride of Chucky
Bride of Chucky is een Amerikaanse horror-komedie uit 1998
geregisseerd door Ronny Yu. De productie werd genomineerd voor onder meer drie Saturn Awards: die voor beste horrorfilm, beste schrijver (Don Mancini) en beste actrice (Jennifer Tilly).
In de film spelen onder meer Katherine Heigl, Brad Dourif (Chucky's stem) en Rachel McAdams mee.

## Verhaal
Tiffany (Jennifer Tilly) is de vriendin van Charles Lee Ray, en besluit de pop Chucky (stem van Brad Dourif), met de ziel van haar liefje nieuw leven in te blazen. Ze denkt dat Chucky met haar wil trouwen, maar dit is Chucky nooit van plan geweest. Als straf sluit ze Chucky op.
Chucky ontsnapt en gebruikt voodoo-praktijken om ook Tiffany's ziel in een pop te krijgen. Om allebei weer terug te keren als mens moeten de twee poppen naar het graf van Chucky om de ketting die Ray bij zich droeg toen hij stierf op te graven. Ze besluiten om stiekem mee te reizen met een jong paar dat op de vlucht is. Het wordt een moordlustige reis, iedereen die op Chucky's en Tiffany's pad komt, wordt door de akeligste manieren om het leven gebracht.

## Rolverdeling
| Acteur                  | Personage                          |
| ----------------------- | ---------------------------------- |
| Brad Dourif             | Chucky (stemrol)                   |
| Jennifer Tilly          | Tiffany (live action + stemrol)    |
| Katherine Heigl         | Jade                               |
| Nick Stabile            | Jesse                              |
| Alexis Arquette         | Damien                             |
| Gordon Michael Woolvett | David                              |
| John Ritter             | Chef Warren Kincaid                |
| Michael Louis Johnson   | Officier "Haakneus" Norton         |
| Lawrence Dane           | Inspect. Preston                   |
| Janet Kidder            | Diane                              |
| James Gallanders        | Russ                               |
| Vince Corazza           | Agent Bailey (als Vincent Corazza) |